# محمود تبریزی‌زاده
محمود تبریزی‌زاده (زاده ۱۳۳۰ اصفهان - درگذشته ۱۳۷۶ فرانسه) نوازنده کمانچه و سنتور بود.
او از دوران کودکی آموختن موسیقی را نزد پدر آغاز نمود و با سازهای سنتور و ویولن آشنا شد. در جوانی به فرانسه مهاجرت کرد و با گروه کوچکی که خود تشکیل داده بود به ارائه موسیقی می‌پرداخت.
در سن ۲۵ سالگی ویولن را رها کرد و به آموختن و نواختن کمانچه روی آورد. تبریزی به موسیقی کشورهایی چون ارمنستان، ترکیه، ژاپن و… علاقه‌مند بود و آثاری را با نوازندگان این مناطق به اجرا درآورد. قدسی ارگونر نوازنده نی معروف ترک زبان در چندین آلبوم خود با محمود تبریزی زاده همکاری نمود. او همچنین با هنرمندان ایرانی نیز همکاری می‌نمود، اجرای کمانچه او در کنسرت تاجیکستان محمدرضا شجریان، رضا قاسمی  و مجید خلج ، یکی از اجراهای زیبای اوست.

## فعالیت و آثار
ساخت موسیقی برای تئاترهای پیتر بروک (Peter Brook)، کارگردان معروف انگلیسی تئاتر و سینما بود. پیتر بروک همچنین از تبریزی زاده در کنار ساخت موسیقی فیلم مهاباراتا به عنوان یکی از بازیگران نمایش معروفش استفاده کرد. آخرین وسوسه مسیح (The Last Temptation of Christ) یکی دیگر از فیلم‌هایی است که محمود تبریزی زاده در آن به اجرای موسیقی پرداخته است.

## از نگاه دیگران
در مورد شیوه نوازندگی او از قول ضیا میرعبدالباقی، آموزگار تمبک و مسئول بخش موسیقی‌های شرقی در کنسرواتوار نیس، می‌خوانیم: «در مورد نوازندگی او می‌توان به تفصیل از صدای صاف ولی پرطنین و پنجه‌های نرم و همین طور از کشش دقیق و حالت‌های مختلف آرشه کمانچه اش صحبت کرد.
نوای سازش پرمغز و گرم است. سازش بازتابی است از درون پرجوش و خروش و روحیه ظریفش».

## آلبوم‌ها
- Scènes (صحنه تئاتر)
- Sufi Music of Turkey
- Musique persane
- گروه نوازی ماهور-دشتی به همراه گروه مشتاق  و مجید خلج
- Oriental Dreams (رویاهای شرقی)
- دونوازی کمانچه و تمبک (محمود تبریزی‌زاده و جمشید شمیرانی )

## مرگ
محمود تبریزی‌زاده در سال ۱۳۷۶ بر اثر بیماری در فرانسه درگذشت.